# Stahlhof

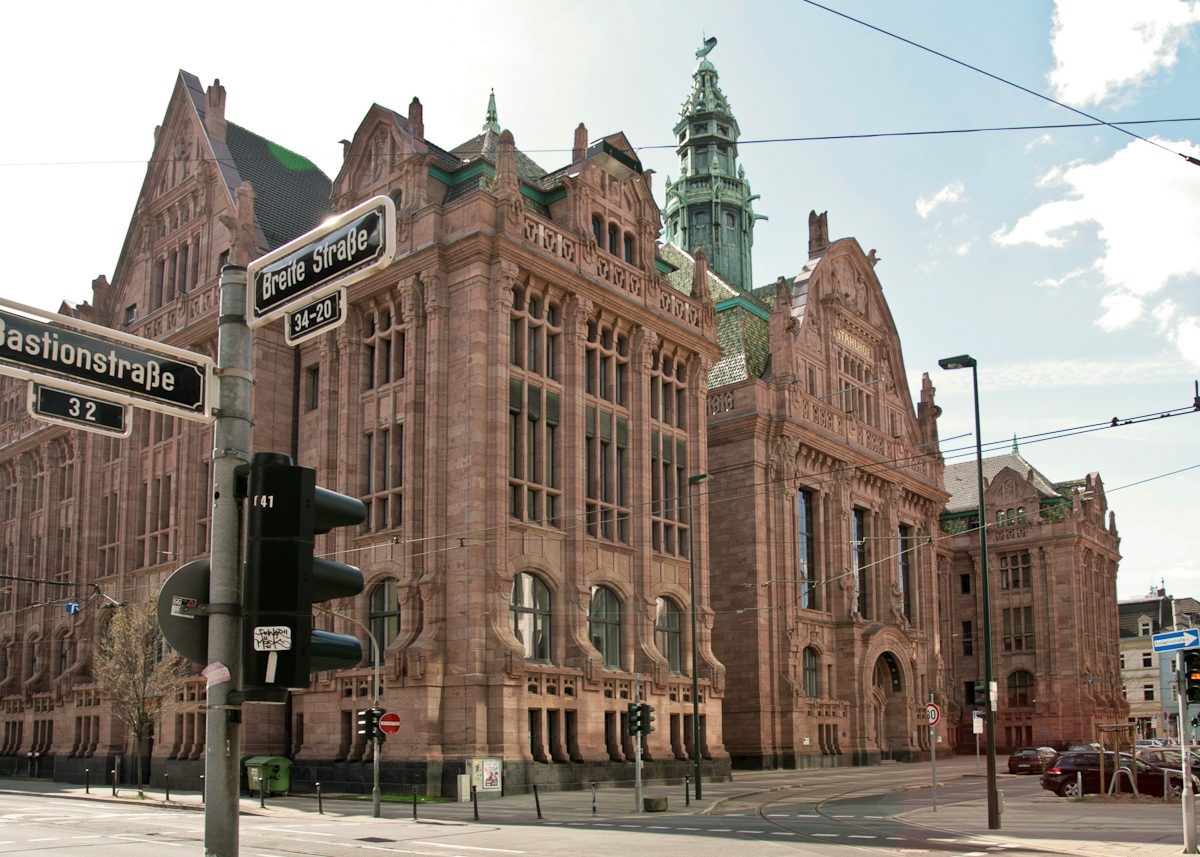
Der Stahlhof, 2010

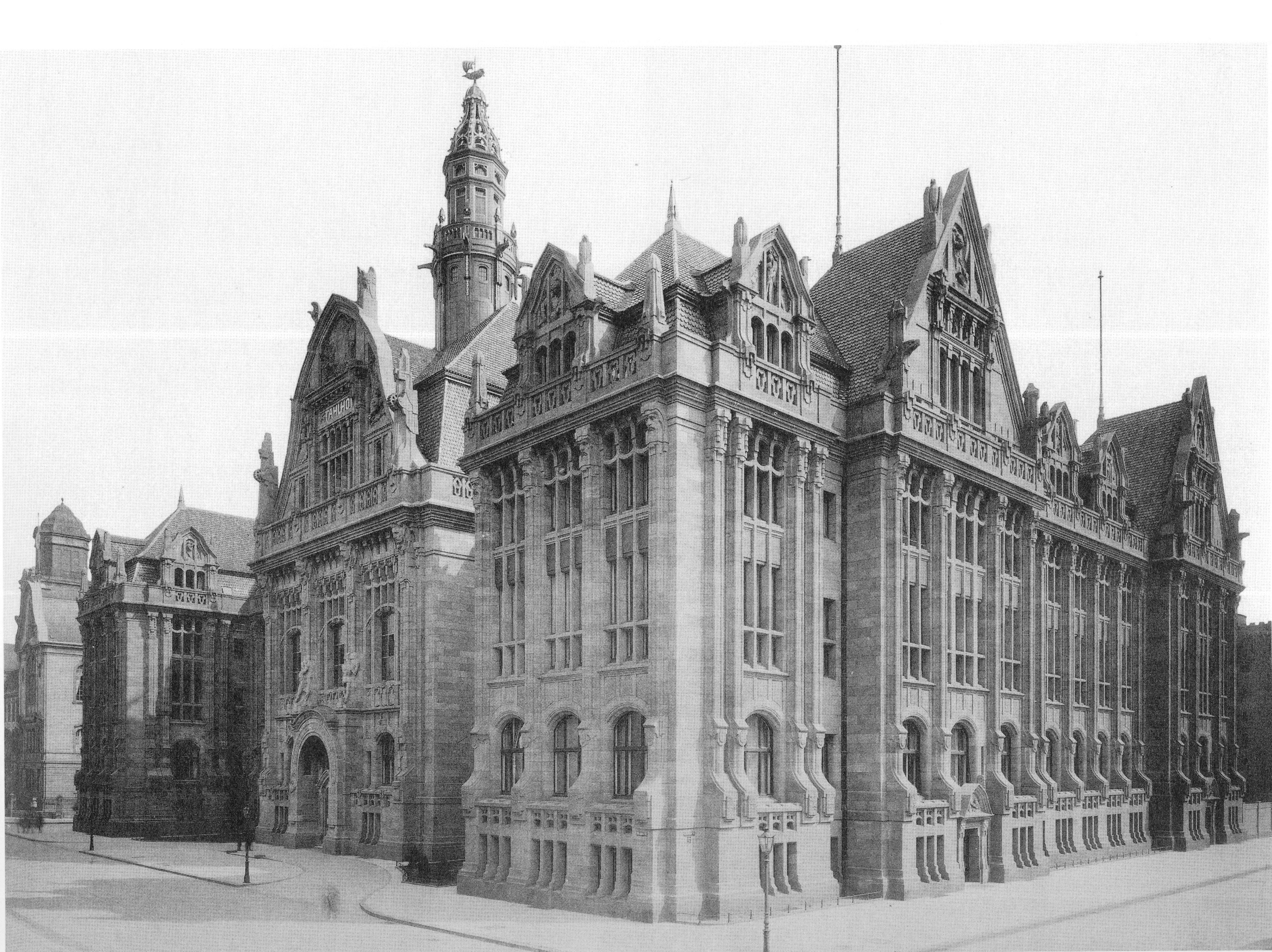
Der Stahlhof, vor 1909

Der Stahlhof an der Bastionstraße 39 in Düsseldorf ist der Sitz des Verwaltungsgerichts Düsseldorf.

## Geschichte
Das Gebäude wurde von 1906 bis 1908 nach Entwürfen von Johannes Radke zusammen mit Theo Westbrock für die Stahlwerksverband AG errichtet. Der Repräsentationsbau, dessen Name an den Londoner Stalhof anknüpft, entstand aus dem Selbstverständnis der Stahlindustriellen. Die „Industriebarone“ waren stolz darauf, dass ihre Stahlprodukte in der ganzen Welt gefragt waren. So ließen sie zum Zeichen ihrer Macht, die sie mit der Hanse verglichen, einen besonders monumental wirkenden Bau errichten und ein Kraweel als bauplastischen Schmuck an der Spitze des Gebäudes anbringen.

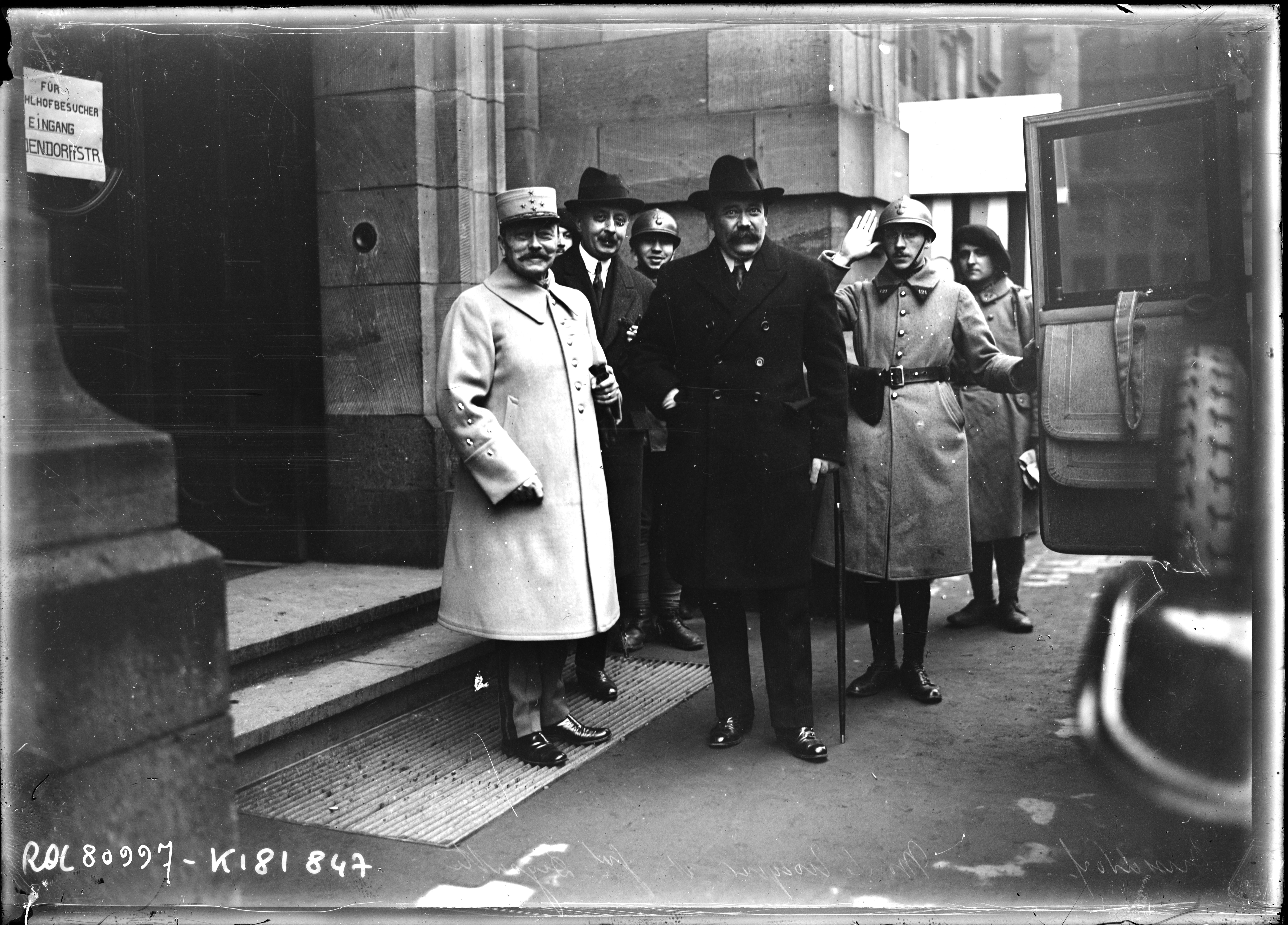
General Jean-Marie Degoutte und Minister Yves Le Trocquer (1877–1938) während der Ruhrbesetzung am Haupteingang des Stahlhofs, Januar 1923

Vom 8. März 1921 bis zum 25. August 1925 war Düsseldorf im Rahmen der Alliierten Rheinlandbesetzung von französischen Truppen besetzt. Der Generalstab der französischen Einheiten nutzte den beschlagnahmten Düsseldorfer Stahlhof von 1923 bis 1925 als seine Unterkunft und Kommandozentrale zur Ruhrbesetzung. Als Leiter des Zentralbüros für Zivilangelegenheiten (Contrôle de l’administration Allemande) amtierte dort der französische General Joseph Denvignes. 
Nach dem Zweiten Weltkrieg diente das Gebäude dem Militärgouverneur John Ashworth Barraclough und ab dem 1. Mai 1946 dem Zivilgouverneur (Regional Commissioner) der britischen Militärregierung für die Provinz Nordrhein bzw. für das Land Nordrhein-Westfalen, William Asbury, als Dienstsitz. Am 23. August 1946 wurde hier durch Militärverordnung Nr. 46 das Land Nordrhein-Westfalen gegründet. Dafür grundlegende Besprechungen und Entscheidungen fanden in diesem Hause statt.
In den 1920er Jahren wurde an der Südseite des Stahlhofs nach Plänen des Architekten Paul Bonatz als weiteres Verwaltungsgebäude der Stahlindustrie der Neue Stahlhof erbaut. Ebenfalls benachbart ist das Walzstahlhaus, das aus den späten 1930er Jahren stammt. Durch die Konzentration von Verwaltungszentralen, Unternehmensverbänden und Interessenvertretungen, insbesondere der Montanindustrie, sowie von Banken und von anderen unternehmensnahen Dienstleistern erwarb Düsseldorf noch vor dem Ersten Weltkrieg den Beinamen Schreibtisch des Ruhrgebiets.

## Beschreibung
Das mit rotem Sandstein verblendete Verwaltungsgebäude erzielt seine monumentale Wirkung aus der Kombination von Material, Masse, Struktur und Symbolik: Die Fassade erhält durch langgestreckte Pilaster eine vertikale Akzentuierung und wirkt durch sie wie ein zu einem „stabilen Gitter“ geformtes Mauerwerk. Das betont die Schwere des Baukörpers. Das Dachgeschoss ist hoch ausgebaut und reich mit bauplastischem Schmuck ausgestattet worden. So stellen zahlreiche Skulpturen allegorisch die Industrie und den Handel dar. Bildhauer war Adolf Simatschek. Hermann Emil Pohle malte den Zyklus Werdegang der Schiene im Sitzungssaal des Stahlhofs:

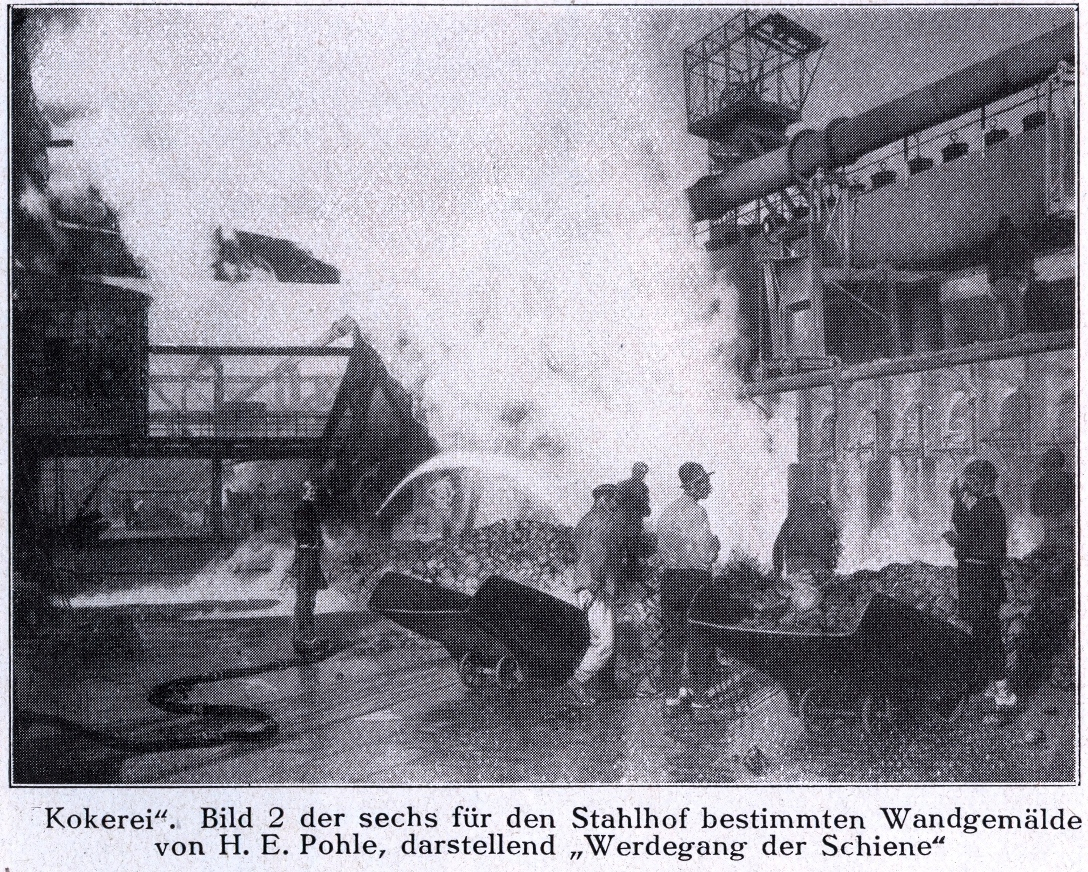
Kokerei, zweites von sechs Wandgemälden für den Düsseldorfer Stahlhof
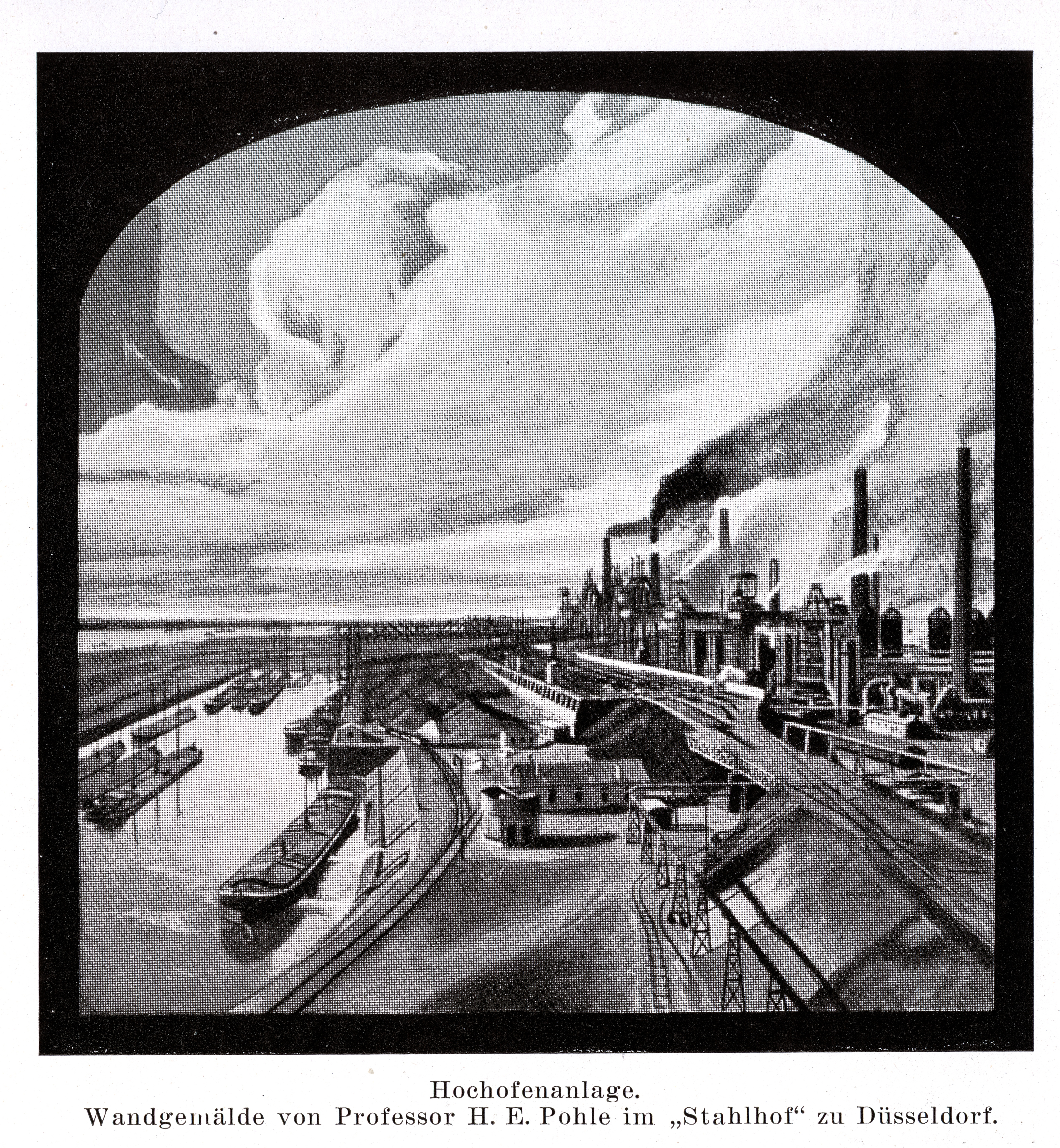
Hochofenanlage
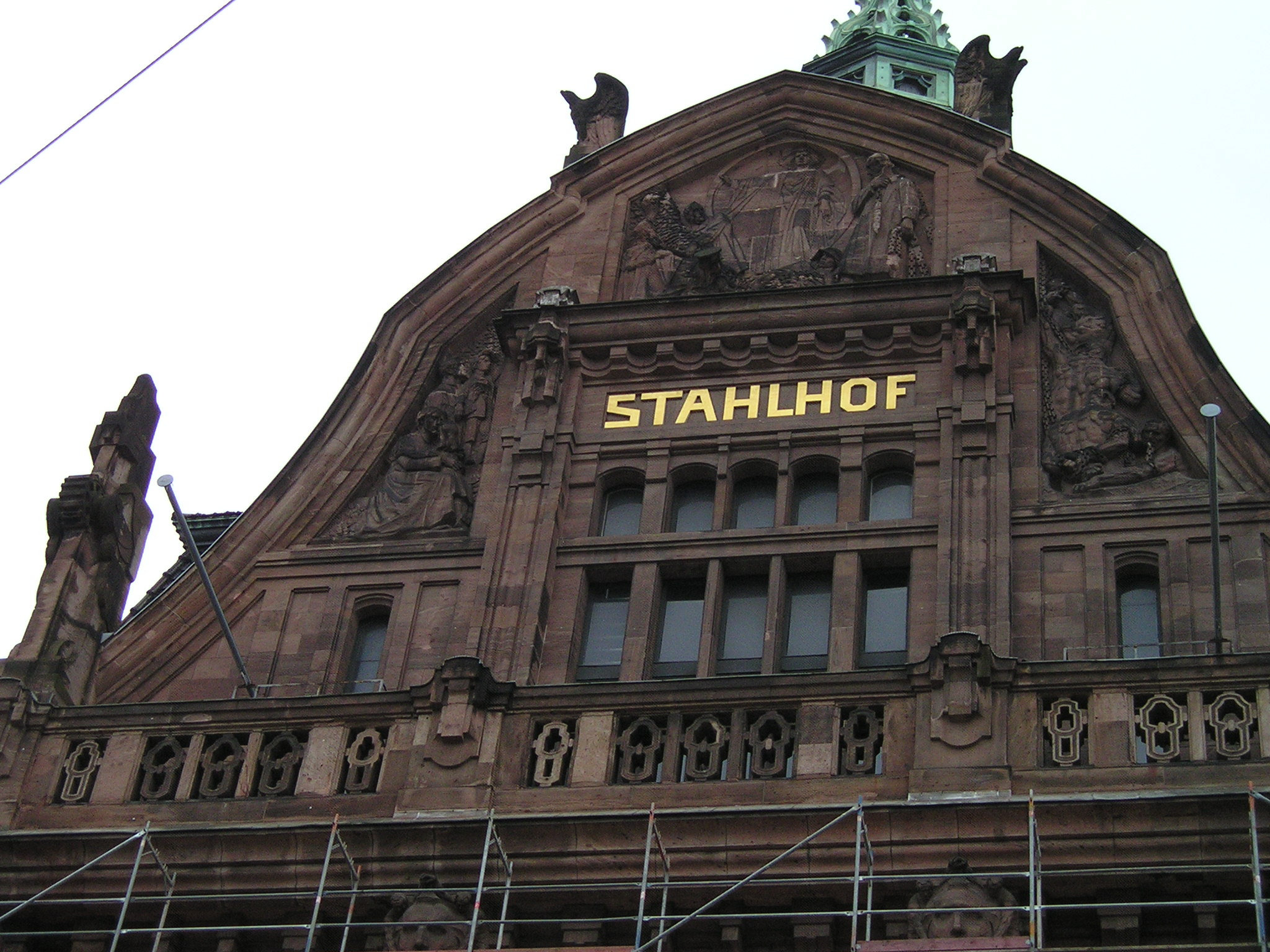
Giebelfeld mit vergoldeter Inschrift Stahlhof und mit plastischem Figurenschmuck
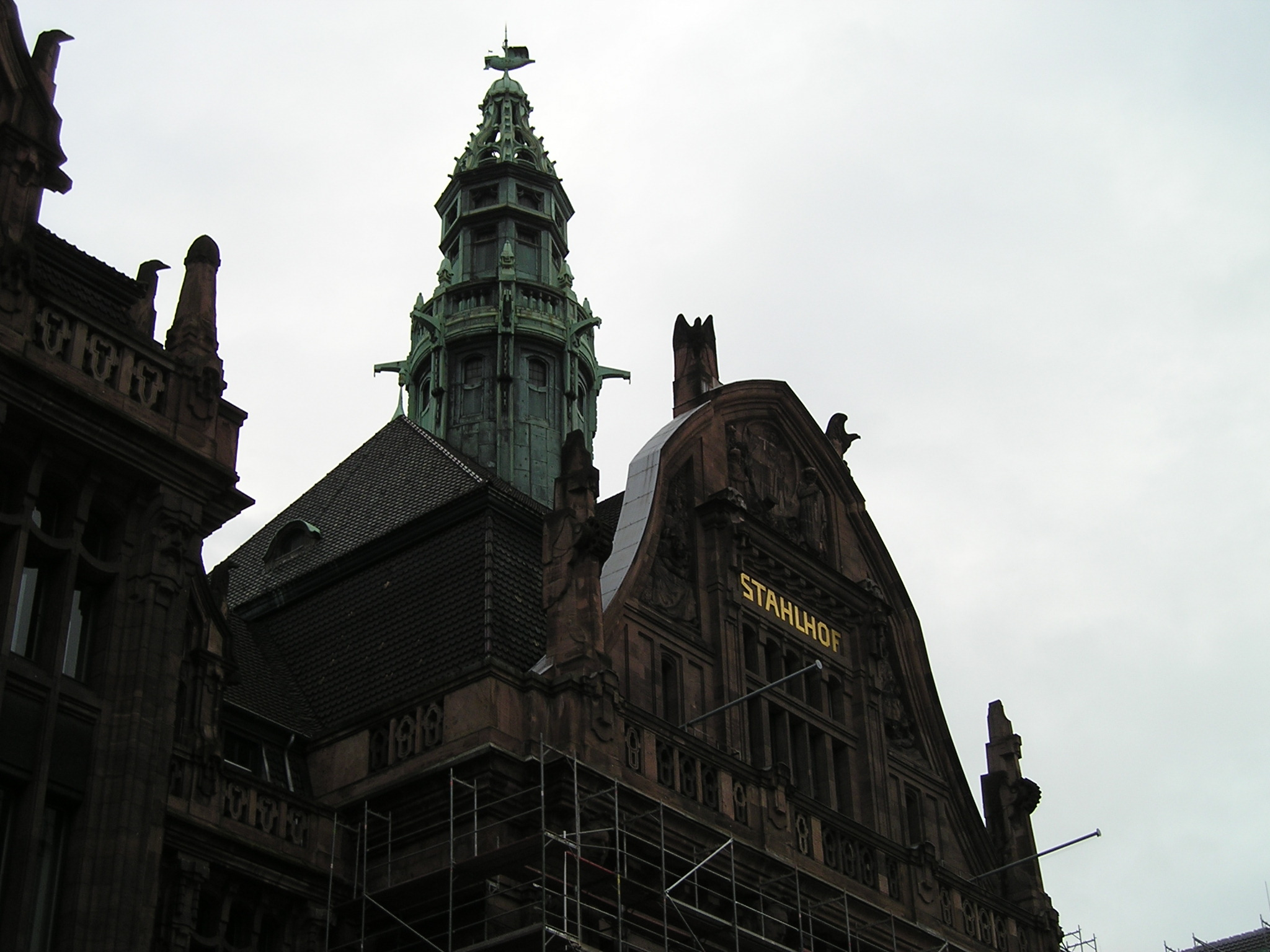
Giebel und kupferner Dachreiter mit Kraweel als Spitze